# Ab Bid-e Haji Baba
Ab Bid-e Haji Baba (persiska: آب‌بید حاجی‌بابا) är en ort i Iran.   Den ligger i provinsen Khuzestan, i den centrala delen av landet, 500 km sydväst om huvudstaden Teheran. Ab Bid-e Haji Baba ligger 97 meter över havet och antalet invånare är 336.
Terrängen runt Ab Bid-e Haji Baba är platt åt sydväst, men åt nordost är den kuperad. Terrängen runt Ab Bid-e Haji Baba sluttar söderut.Runt Ab Bid-e Haji Baba är det ganska tätbefolkat, med 80 invånare per kvadratkilometer. Närmaste större samhälle är Gotvand, 8,3 km öster om Ab Bid-e Haji Baba. Trakten runt Ab Bid-e Haji Baba består till största delen av jordbruksmark.